# Seguros Azteca
Seguros Azteca es una empresa mexicana de seguros de vida poseída por Grupo Salinas.

## Historia
En octubre de 2003, Grupo Elektra (una unidad de Grupo Salinas) fue autorizado por la Secretaría de Hacienda y Crédito Público para adquirir una compañía privada de seguros en México que fue renombrado "Seguros Azteca". Durante el segundo cuarto de 2004, Seguros Azteca empezó operaciones en México. Actualmente, en menos de dos años, Seguros Azteca, con una fresca inversión de negocios tradicionales, se enfoca en un segmento de población que históricamente había sido ignorado por la industria de seguros en nuestras comunidades.